# Willis Harmon Ray
Willis Harmon Ray (4 de abril de 1940) é um engenheiro químico, teórico de controle e matemático aplicado estadunidense, Vilas Research Professor Emeritus da Universidade de Wisconsin-Madison.
Recebeu o Prêmio Richard E. Bellman de 2000.

## Publicações selecionadas
- Lo, Dennis P. and W. H. Ray. "Kinetic Modeling and Prediction of Polymer Properties for Ethylene Polymerization over Nickel-Diimine Catalysts". I&EC Research, 44, 5932–5949 (2005).
- Wells, G. J. and W. H. Ray. "Mixing Effects on Performance and Stability of Low-density Polyethylene Reactors ". AIChE Journal, 51, 3205–3218, (2005).
- Banaszak, Brian, D. P. Lo, T. Widya, W. H. Ray, J. J. de Pablo, A. Novak, and Juraj Kosek, "Ethylene and 1-Hexene Sorption in LLDPE under Typical Gas Phase Reactor Conditions: A priori Simulation and Modeling for Prediction of Experimental Observations", Macromolecules, 37, 9139–9150 (2004).
- Zhang, M. and W. H. Ray. "Modeling of "Living" Free-Radical Polymerization Processes. I. Batch, Semi batch, and Continuous Tank Reactors". Journal of Applied Polymer Science, 86, 1630–1662 (2002).
- Yao, Zhen and W. H. Ray. "Modeling and Analysis of New Processes for Polyester and Nylon Production". AIChE Journal, 47, 401–412 (2001).
- Beers, Kenneth C. and W. H. Ray. "A Linkage Moment Approach to Modeling Condensation Polymerization with Multiple Monomers. I. Linear Polymers". Journal of Applied Polymer Science, 79, 246–265 (2001).
- Villa, Carlos M. and W. H. Ray. "Nonlinear Dynamics Found in Polymerization Processes – A Review". Chemical Engineering Science, 55, 2, 275–290 (1999).
- Mallon, Frederick K. and W. H. Ray. "Modeling of Solid-State Polycondensation. II. Reactor Design Issues". Journal of Applied Polymer Science, 69, 1775–1788(1998).
- Shaffer, W. K. A. and W. H. Ray. "Polymerization of Olefins Through Heterogeneous Catalysis. XVIII. A Kinetic Explanation for Unusual Effects". Journal of Applied Polymer Science, 65, 1053–1080 (1997).
- Debling, J. A., J. J. Zacca and W. H. Ray. "Reactor Residence-Time Distribution Effects on the Multistage Polymerization of Olefins. Part III. Multi-layered Products – Impact Polypropylene". Chemical Engineering Science, 52, 12, 1969–2001 (1997).
- Hyanek, I., J. Zacca, F. Teymour, and W. H. Ray. "Dynamics and Stability of Polymerization Process Flow Sheets". I&EC Research, 34, 11, 3872–3877 (1995).
- Semino, Daniele and W. H. Ray. "Control of Systems Described by Population Balance Equations – II. Emulsion Polymerization with Constrained Control Action". Chemical Engineering Science, 50, 11, 1825–1839 (1995).
- Gay, David H. and W. H. Ray. "Identification and Control of Distributed Parameter Systems by Means of the Singular Value Decomposition". Chemical Engineering Science, 50, 10, 1519–1539 (1995).
- Paquet, D. A., Jr. and W. H. Ray. "Tubular Reactors for Emulsion Polymerization: I. Experimental Investigation". AIChE Journal, 40, 1, 73–87 (1994).
- Scott, G. M. and W. H. Ray. "Experiences with Model-Based Controllers Based on Neural Network Process Models". J. Proc. Cont. 3, 3 179–196 (1993).
- Jacobsen, L. L. and W. H. Ray. "Unified Modeling for Polycondensation Kinetics". J. Macromolecular Science Reviews in Macromolecular Chemistry and Physics, C32 (3 & 4), 407–519 (1992).
- Jerome, N. F. and W. H. Ray. "Model-Predictive Control of Linear Multivariable Systems Having Time Delays and Right-Half-Plane Zeros." Chemical Engineering Science, 47, 4, 763–785 (1992).
- Hutchinson, R. A. and W. H. Ray. "Polymerization of Olefins through Heterogeneous Catalysis. VIII. Monomer Sorption Effects". J. of Applied Polymer Sci., Vol. 41, 51–81 (1990).
- Stevens, C. J. and W. H. Ray. "The Mathematical Modeling of Bulk and Solution Polymerization in a Tubular Reactor". ACS Symposium Series No. 404
- Computer Applications in Applied Polymer Science II: Automation, Modeling, and Simulation, Chapter 28. American Chemical Society (1989).
- Rawlings, J.B. and W.H. Ray. "Emulsion Polymerization Reactor Stability:Simplified Model Analysis." AIChE J., 33, l663–l677 (l987).
- Hutchinson, R.A. and W.H. Ray. "Polymerization of Olefins Through Heterogeneous Catalysis. VII. Particle Ignition and Extinction Phenomena." J. Appl. Poly. Sci., 34, 657–676 (l987).
- Choi, K.-Y. and W.H. Ray. "The Dynamic Behavior of Fluidized Bed Reactors for Solid Catalysed Gas Phase Olefin Polymerization." Chem. Eng. Sci., 40, 2261 (1985).
- Schork, F.J and W.H. Ray. "On-line Measurement of Surface Tension and Density with Applications to Emulsion Polymerization." J. Appl. Poly. Sci., 28, 407 (1983).
- Jensen, K.F. and W.H. Ray. "The Bifurcation Behavior of Tubular Reactors." Chem. Eng. Sci., 37, 199 (1982).
- Ogunnaike, B.A. and W.H. Ray. "Computer-aided Multivariable Control System Design for Processes with Time Delays." Computers and Chem. Eng., 6, 311 (1982).
- Greiss, F.K. and W.H. Ray. "State Estimation and Feedback Control of Process having Moving Boundaries – An Experimental Study." Proceedings 1979 Joint Automatic Control Conference (June 1979). Also published in Automatica, 16, 157 (1980).
- Lausterer, G.K., W.H. Ray and H.R. Martens. "The Real Time Application of Distributed Parameter State Estimation Theory to a Two Dimensional Heated Ingot." Proceedings 2nd IFAC Symposium on Distributed Parameter Control Systems, Coventry, England (June 1977).
- Also Automatica, 14, 335 (1978).
- Uppal, A., W.H. Ray and A.B. Poore. "The Classification of the Dynamic Behavior of Continuous Stirred Tank Reactors – Influence of Reactor Residence Time." Chemical Engineering Science, 31, 205 (1976).
- Uppal, A., W.H. Ray and A. Poore. "On the Dynamic Behavior of Continuous Stirred Tank Reactors." Chem. Eng. Sci., 29, 967 (1974).
- Ajinkya, M.B., M. Köhne, H.F. Mäder and W.H. Ray. "The Experimental Implementation of a Distributed Parameter Filter." Automatica, 11, 571 (1975).
- Min, K.W. and W.H. Ray. "On the Mathematical Modelling of Emulsion Polymerization Reactors." J. Macro. Sci-Revs. Macro. Chem., C11, 177 (1974).
- Ray, W.H. "On the Mathematical Modelling of Polymerization Reactors." J. Macromol. Sci.-Revs. Macromol. Chem., C8, 1–56 (1972).
- Soliman, M.A. and W.H. Ray. "Optimal Feedback Control for Linear-quadratic Systems Having Time Delay." Int. J. Control, 15, 609–627 (1972).
- Ogunye, A.F. and W.H. Ray. "The Optimization of Cyclic Tubular Reactors with Catalyst Decay." IEC Proc. Des. Dev., 10, 410–416 (1971).
- Ray, W.H. "Periodic Operation of Polymerization Reactors." IEC Proc.Des. Dev., 7, 422–426 (1968).